# Neosalanx taihuensis
Neosalanx taihuensis är en fiskart som beskrevs av Chen, 1956. Neosalanx taihuensis ingår i släktet Neosalanx och familjen Salangidae. Inga underarter finns listade i Catalogue of Life.